# Rymanów-Zdrój

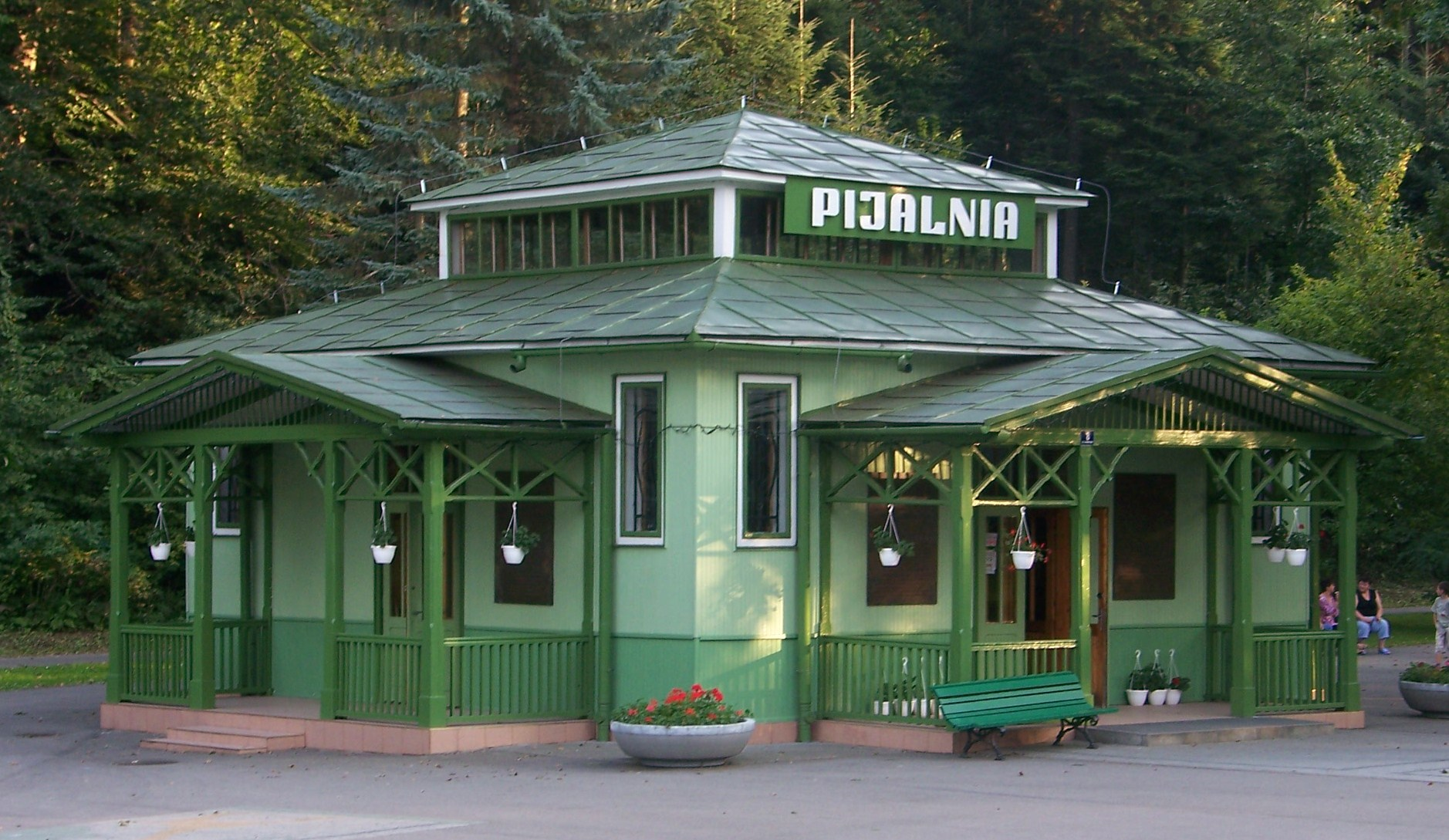
Phòng khai thác nước khoáng ở Rymanów Zdrój

Rymanów-Zdrój [rɨˈmanuf ˈzdrui̯] là một ngôi làng và một khu nghỉ dưỡng ở miền nam Ba Lan, ở Subcarpathian Voivodeship, thuộc quận Krosno.

## Vị trí
Rymanów-Zdrój nằm 4 km về phía nam của thị trấn Rymanów, trong thung lũng sông Tabor được bao quanh bởi những ngọn núi thấp. Nó nằm ở trung tâm của Doły (hố) và độ cao trung bình của nó là 430 mét so với mực nước biển, mặc dù có một số ngọn đồi nằm trong giới hạn của thành phố.

## Lịch sử
Nguồn nước khoáng được phát hiện vào năm 1876. Sự nổi tiếng của khu nghỉ dưỡng gần đó là Iwonicz Zdrój đã khiến các chủ sở hữu của khu Rymanów Lưu trữ ngày 9 tháng 10 năm 2016 tại Wayback Machine, Anna và Stanisław Potocki tìm kiếm những con suối tương tự trong thung lũng. Một nhà hóa học, Tytus Sławik, người đã ở cùng với họ, đã phân tích nước từ suối và tìm thấy nồng độ iod và sắt trong nước cao. Năm 1877, giáo sư Wesselshy, một nhà hóa học người Viên, đã xác nhận phân tích ban đầu. Không lâu sau, những ngôi nhà đầu tiên được xây dựng và lắp đặt đường ống để mang nước từ suối đến.
Năm 1882, khu nghỉ dưỡng mới nhận được huy chương bạc tại một triển lãm ở Cracow. Từ lúc đó khu nghỉ dưỡng mở rộng nhanh chóng. Một nhà điều dưỡng trẻ em được xây dựng vào năm 1885 và một khu nghỉ dưỡng vào năm 1885. Khu nghỉ mát trở nên nổi tiếng với tầng lớp trung lưu đang lên của Lwów, thủ phủ của tỉnh Galicia ở Áo chiếm Ba Lan. Nhiều biệt thự riêng, trang trí công phu đã được xây dựng.
Trong Thế chiến I, quân lính đã di chuyển qua Rymanów Lưu trữ ngày 9 tháng 10 năm 2016 tại Wayback Machine ba lần và khu nghỉ dưỡng  bị thiệt hại nặng nề. Nó đã được khôi phục và mở cửa trở lại vào năm 1926 và nhiều biệt thự và công trình mới được xây dựng. Vào cuối những năm 1930, có tới 5.000 người ghé thăm khu nghỉ dưỡng hàng năm.
Trong thời kỳ Chiến tranh thế giới thứ hai, khu nghỉ dưỡng gần như bị phá hủy hoàn toàn. Sau chiến tranh, nó được xây dựng lại như một nhà điều dưỡng trẻ em. Năm 1965, một nhà điều dưỡng mới được xây dựng cho người lớn với 120 giường. Năm 1980, một nhà máy được xây dựng để đóng chai nước và nước ngọt. Năm 1986, nhân kỷ niệm 120 năm thành lập ban đầu, khu nghỉ dưỡng đã thành lập một cộng đồng riêng Rymanów Zdrój trong phạm vi 1525 ha. (4060 mẫu Anh). Một lần nữa nó trở thành một khu nghỉ mát. Có một số lối mòn đi bộ đường dài được đánh dấu dẫn vào những ngọn núi xung quanh

## Du khách nổi tiếng
Trong những năm trước 1914, và cả 1926-1939, Rymanów Zdrój được nhiều người nổi tiếng lui tới, bao gồm:
- Hoàng tử Albrecht - chú của Hoàng đế Franz Joseph,
- Stanisław Wyspiański - nhà thơ,
- Ludomir Różycki - nhà soạn nhạc,
- Kazimierz Przerwa-Tetmajer - nhà thơ và nhà văn,
- Mieczysław Fogg - ca sĩ biểu diễn tại đây vào những năm 1930

## Những con đường mòn đi bộ đường dài
- Tuyến đi bộ châu Âu E8 
  - Prešov - Miháľov - Kurimka - Dukla - Iwonicz-Zdrój - Rymanów-Zdrój - Pulawy - Tokarnia (778 m) - Kamień (717 m) - Komańcza - Cisna - Ustrzyki Gorne - Tarnica - Wołosate.